# 春秋滑国故城遗址
春秋滑国故城遗址位于河南省偃师市府店镇滑城河村，遗址南北长约为2.25公里，北端宽约为1.5公里，南端宽为0.5公里。它被认为是春秋时期滑国的国都——费的遗址。